# Bukovica (tájegység)
Bukovica egy karsztos természetföldrajzi tájegység Horvátország déli részén, Észak-Dalmáciában, Zára és Šibenik-Knin megye területén. 

## Fekvése
Bukovica egy háromszög alakú terület a Benkovac, Obrovac és Knin által határolt térségben. Északon a Zrmanja völgye, nyugaton a Karini-tenger, keleten és délkeleten a Krka határolja. Déli határának egy részén áthalad a Zára-Knin vasútvonal. Domborzata 250-300 m tengerszint feletti magasságú mészkőfennsík, kisebb magaslatokkal (Jurišinka - 674 m) tarkítva. Bukovicát általában Gornja vagy Obrovačka Bukovicára és Donja vagy Kistanjska Bukovicára osztják. Ma nyugati része közigazgatásilag Zára, a keleti része pedig Šibenik-Knin megyében található.

## Neve
Bukovica neve feltehetően korábbi nagykiterjedésű bükkerdeiről eredeztethatő, amelyek a legeltetés és a gazdálkodás miatt mára eltűntek. Termőföldje kevés, ezért a lakosság elsősorban az állattenyésztésre, elsősorban a juhtartásra és kisebb részben a mezőgazdaságra összpontosított. Növényzetével és mezőgazdaságával ez a terület egyértelműen különbözik a szomszédos termékeny Ravni Kotaritól, ahová Bukovica lakossága folyamatosan vándorolt ki. A térség már a horvátországi háború előtt is gazdaságilag elmaradott és elnéptelenedett terület volt.

## Története
Bukovica első ismert lakói a liburnok voltak. Utánuk a rómaiak jöttek, akik az i. e. 2. században Dalmácia tartományukhoz (egy időben Liburniához) csatolták. A horvátok a 7. században érkeztek, és a 16. század elejéig a lakosság többségét alkották. Ekkor a területet az Oszmán Birodalom szállta meg. A 17. század végén, a Szent Liga háborúja során, az oszmánoktól való felszabadulás után Bukovica először a Velencei Köztársaság, majd ennek összeomlása után a Habsburg Birodalom része lett. Időközben megváltozott a lakosság etnikai összetétele, mivel a horvátok mellett már a szerbek is a lakosság jelentős részét tették ki. Az első világháború végével Bukovica a szlovének, horvátok és szerbek államának (a későbbi Jugoszláv Királyság) része lett. A második világháborúban a Független Horvát Állam, később pedig a szocialista Jugoszlávia része lett. A horvátországi háború idején 1991 és 1995 közötti az úgynevezett Krajinai Szerb Köztársasághoz tartozott. Horvátország megszállt részeinek felszabadítása után Bukovica visszakerült a Horvát Köztársaság alkotmányos rendjébe. 

## Népessége
Bukovica legnagyobb települése Kistanje (kb. 1750 lakossal), valamint az északi szélén található Obrovac (1050). Nagyobb települések még Kruševo (1080), Gornji Karin (860), Ivoševci (360), Đevrske (250), Ervenik (230), Radučić, Mokro Polje, Medviđa, Popovići, Pađene, Donji Karin, Žegar és Bilišane.

## Fordítás
Ez a szócikk részben vagy egészben  a   Bukovica című horvát Wikipédia-szócikk ezen változatának fordításán alapul.  Az eredeti cikk szerkesztőit annak laptörténete sorolja fel. Ez a jelzés csupán a megfogalmazás eredetét és a szerzői jogokat jelzi, nem szolgál a cikkben szereplő információk forrásmegjelöléseként.